# Billy Bremner
William John Bremner (Stirling, Escocia, 9 de diciembre de 1942—Doncaster, Inglaterra, 7 de diciembre de 1997), más conocido por Billy Bremner, fue un futbolista y entrenador británico, internacional con la selección de fútbol de Escocia.
El Leeds United le contrató con 17 años en 1959 y permaneció allí durante 18 temporadas, siendo el capitán desde 1966. Bajo las órdenes de Don Revie ganó dos ligas de Primera División, una FA Cup y dos Copas de Ferias entre otros títulos, así como la distinción de «Futbolista del año» por los periodistas británicos en 1970. Además fue internacional por Escocia entre 1965 y 1975, y capitán en la Copa Mundial de 1974.
Tras un breve paso por el Hull City, en 1978 fue contratado jugador-entrenador del Doncaster Rovers, en el que se retiró en 1981. Después dirigió al Leeds United y regresó a Doncaster para fijar allí su residencia.

## Trayectoria como jugador
Nació en Stirling (Escocia) el 9 de diciembre de 1942 y empezó a jugar al fútbol en equipos escolares. Cuando tenía 16 años hizo pruebas en Arsenal F. C. y Chelsea F. C., siendo rechazado por su estatura (1,65 metros). También estuvo en el punto de mira de Celtic y Rangers, aunque finalmente fue el Leeds United quien le contrató para sus categorías inferiores en 1959, el día de su cumpleaños.
Tuvo un rápido debut con el primer equipo el 23 de enero de 1960, en la demarcación de centrocampista. Suplió su baja altura con una actitud comprometida, resistencia física, buena visión de pase y dureza a la hora de defender. En 1961, el entrenador Don Revie le consolidó como pieza central en su esquema táctico, basado en llevar el control de los partidos y un estilo físico, en ocasiones rudo. Bremner se convirtió así en uno de los jugadores favoritos del público de Elland Road; en 1964 el equipo logró el ascenso a Primera División y tan solo un año después terminó subcampeón de liga, por detrás del Manchester United, y de FA Cup al perder ante el Liverpool. El escocés marcó en la final de Wembley un gol en la prórroga, insuficiente para hacerse con el título.
En 1966 asumió la capitanía en sustitución de Bobby Collins. Con él como líder del vestuario se firmó una de las mejores etapas de la historia de un Leeds en el que también estaban Jack Charlton, Johnny Giles, Eddie Gray y Allan Clarke. En total ganó dos ligas de Primera División en las temporadas 1968-69 y 1973-74 (más cinco subcampeonatos), una FA Cup en 1972, la Copa de la Liga de 1968, dos Copas de Ferias en 1968 y 1971 y una Charity Shield en 1969. A nivel individual, en 1970 recibió el Premio FWA al futbolista del año que entrega la Asociación de Escritores de Fútbol.
Bremner continuó siendo titular en el Leeds United tras la salida de Don Revie en 1974. Ese año fue sancionado con once partidos sin jugar por pegarse con Kevin Keegan en la final de la Charity Shield. El Leeds llegó a la final de la Copa de Campeones de Europa 1974-75, en la que cayó derrotado frente al Bayern de Múnich de Franz Beckenbauer. El centrocampista estuvo a punto de marcar, pero Sepp Maier detuvo su disparo.
Con 34 años y ya reemplazado por gente más joven, Bremner aceptó en 1976 una oferta del Hull City en Segunda División por dos temporadas, marchándose de allí en 1978. Sus 16 temporadas en el Leeds United se saldaron con 772 partidos oficiales y 115 goles, el segundo más convocado en la historia de la entidad por detrás de Jack Charlton.

## Selección nacional
Bremner fue internacional con la selección de fútbol de Escocia en 54 ocasiones y marcó tres goles. Su primera convocatoria fue en 1965 contra España, y también jugó en la famosa victoria de 1967 frente a Inglaterra en Wembley, donde los escoceses batieron al vigente campeón de la Copa Mundial por 2:3.
Participó en la Copa Mundial de Fútbol de 1974 celebrada en Alemania Occidental y fue el capitán del seleccionado. El país no pasó de la fase de grupos: venció a Zaire por 2:0, empató con Brasil (0:0) y Yugoslavia (1:1). Al empatar a 4 puntos con esos países, cayó eliminado por la diferencia de goles.
En septiembre de 1975 disputó su última internacionalidad frente a Dinamarca. Una semana después, la Asociación Escocesa de Fútbol le expulsó a perpetuidad por participar en una pelea de bar en Copenhague junto a otros cuatro compañeros. La sanción le fue levantada en 1976, pero Bremner no volvió a ser convocado.

## Trayectoria como entrenador
El Doncaster Rovers le hizo una oferta para convertirse en jugador-técnico a partir de la temporada 1978-79. En las siete temporadas que permaneció allí no obtuvo ningún título, aunque sí cosechó pequeños éxitos. Al finalizar 1980-81 finalizó en tercer lugar y consiguió el ascenso a Tercera División. Ese mismo año certificó su retirada futbolística. En 1983 descendió y al año siguiente recuperó la categoría como subcampeón. Bremner cedió su puesto en 1985 al defensa Dave Cusack.
La directiva del Leeds United le convenció para que tomase las riendas en octubre de 1985, siguiendo los pasos de sus excompañeros Allan Clarke y Eddie Gray. Su antiguo club no levantaba cabeza desde que en 1982 descendiese a Segunda División, y esperaban que el antiguo capitán les devolviese a la senda de los triunfos. No obstante, solo estuvo tres años y lo más cerca que se quedó del ascenso fue en 1986-87: Leeds se clasificó cuarto y en la promoción cayó ante Charlton Athletic. Por su parte, en FA Cup llegó hasta semifinales y fue eliminado por el Coventry City.
En 1986 se rumoreó su vinculación al banquillo de la selección de fútbol de Escocia, después de que el técnico interino Alex Ferguson se negara a relevar al fallecido Jock Stein. No obstante, la Asociación Escocesa contrató a Andy Roxburgh, procedente de las categorías inferiores nacionales.
En septiembre de 1988 fue cesado del Leeds United y reemplazado por Howard Wilkinson, bajo cuyo mandato de una década se vivió la última etapa dorada en Elland Road. En julio de 1989 regresó a Doncaster Rovers para suceder a Dave Mackay durante dos temporadas, en las que logró la permanencia en Cuarta División. Renunció al cargo el 2 de noviembre de 1991 y desde entonces permaneció retirado del fútbol profesional.
Con motivo de su centenario en 1988, la Football League incluyó a Bremner entre los «100 futbolistas más importantes» del torneo.

## Muerte
Bremner fue hallado muerto en su casa de Doncaster el 7 de diciembre de 1997, dos días antes de su 55.º cumpleaños. La causa del fallecimiento fue un infarto de miocardio. La semana anterior ingresó en el hospital aquejado de un cuadro de neumonía, aunque aparentemente se repuso y los médicos le dieron el alta.
La noticia sorprendió al deporte británico por inesperada y la ciudad de Leeds decretó luto oficial. El funeral se celebró en Edlington, a las afueras de Doncaster, y contó con la presencia de antiguos compañeros de equipo (Allan Clarke, Norman Hunter, Paul Madeley, Bobby Collins) y figuras de la selección de Escocia (Alex Ferguson, Denis Law, Dave Mackay). Los aficionados del Leeds United le homenajearon con cánticos en el siguiente partido disputado el 13 de diciembre contra el Chelsea y aún hoy le consideran uno de sus mayores símbolos. El escultor Frances Segelman erigió una estatua en las inmediaciones de Elland Road que se ha convertido en punto de encuentro para los seguidores. 
Billy Bremner forma parte del Salón de la Fama del Fútbol Escocés y del Salón de la Fama Inglés desde 2004.

## Clubes

### Como futbolista
| Club             | País       | Año       |
| ---------------- | ---------- | --------- |
| Leeds United     | Inglaterra | 1959-1976 |
| Hull City        | Inglaterra | 1976-1978 |
| Doncaster Rovers | Inglaterra | 1978-1981 |

### Como entrenador
| Club             | País       | Año       |
| ---------------- | ---------- | --------- |
| Doncaster Rovers | Inglaterra | 1978-1985 |
| Leeds United     | Inglaterra | 1985-1988 |
| Doncaster Rovers | Inglaterra | 1988-1991 |

## Palmarés

### Campeonatos nacionales
| Título           | Club         | País       | Año     |
| ---------------- | ------------ | ---------- | ------- |
| Segunda División | Leeds United | Inglaterra | 1963-64 |
| Copa de la Liga  | Leeds United | Inglaterra | 1967-68 |
| Primera División | Leeds United | Inglaterra | 1968-69 |
| Charity Shield   | Leeds United | Inglaterra | 1969    |
| FA Cup           | Leeds United | Inglaterra | 1972    |
| Primera División | Leeds United | Inglaterra | 1973-74 |

### Campeonatos internacionales
| Título         | Club         | Sede     | Año     |
| -------------- | ------------ | -------- | ------- |
| Copa de Ferias | Leeds United | Budapest | 1967-68 |
| Copa de Ferias | Leeds United | Leeds    | 1970-71 |

### Distinciones individuales
| Distinción                       | Año     |
| -------------------------------- | ------- |
| Premio FWA al futbolista del año | 1969-70 |

## Controversia

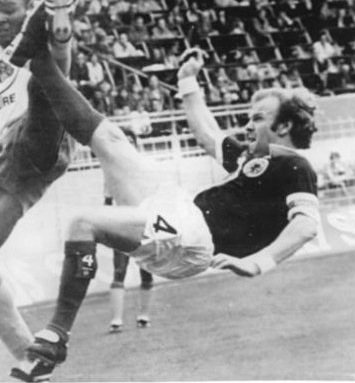
Billy Bremner con en la Copa Mundial de Fútbol de 1974.

En 1977 el Daily Mirror le involucró en un presunto caso de soborno realizado por Don Revie. Según el diario, el técnico habría ofrecido dinero a varios jugadores del Wolverhampton Wanderers para que se dejasen perder un partido decisivo en mayo de 1972. El reportaje contaba con testimonios del centrocampista Danny Hegan y del portero del Leeds Gary Sprake, quienes aseguraron que Bremner intermedió en la operación como capitán. Sin embargo los Wolves vencieron aquel encuentro.
El centrocampista fue defendido por sus compañeros de equipo Jack Charlton, Allan Clarke y Johnny Giles, así como por el delantero Derek Dougan, autor de los goles del Wolverhampton, quien negó cualquier acercamiento. Demostrada su inocencia, Bremner demandó por injurias a Hegan y Sprake y ganó el juicio, consiguiendo una indemnización.